# Babić
Babić (Babica, Babičević, Pažanin, Roguljanac, Šibenčanac) je sorta grožđa tamno plave boje bobica koja se uglavnom uzgaja u Dalmaciji (Šibenik, Primošten, otok Korčula...). Vino je uglavnom izrazito tamne boje i gustoće "poput ulja". Okusom dominira ugodna voćna aroma. U privatnim vinarijama i podrumima se mogu pronaći odlična i jeftina vina ove sorte, no uglavnom se prodaju mlada dok se nisu u potpunosti razvila. Sorta koja je zbog visokih tanina i alkohola pogodna za čuvanje i starenje.
Babić je potencijalno najplemenitija dalmatinskom crna sorta. Nesporno je terroirsko vino, odnosno terasasti vinogradi iznad Primoštena se terroir za sebe. Bitno je što Babić dobro uspijeva samo na jako osunčanim terasama poput Bucavca. Ako je ekspozicija položaja lošija, ili ako su vinogradi u ravnici, loza babić daje tek prosječna vina. Zbog neznanih razloga, vino babić već dugo nije na tržištu.

## Vanjske poveznice
- Mali podrum  Arhivirana inačica izvorne stranice od 28. rujna 2007. (Wayback Machine) - Babić; hrvatska vina i proizvođači
- The Croatian Vitis and Olea Database  Arhivirana inačica izvorne stranice od 28. rujna 2007. (Wayback Machine) - Babić